# Box na Letních olympijských hrách 1960
Box na Letních olympijských hrách 1960 v Itálii.

## Medailisté

### Muži
| Kategorie                    | Zlato                                          | Stříbro                                | Bronz                                          | Bronz                                            |
| ---------------------------- | ---------------------------------------------- | -------------------------------------- | ---------------------------------------------- | ------------------------------------------------ |
| Muší váha (– 51 kg)          | Gyula Török · Maďarsko (HUN)                   | Sergej Sivko · Sovětský svaz (URS)     | Abdel Moneim El-Guindi · Egypt (EGY)           | Kiyoshi Tanabe · Japonsko (JPN)                  |
| Bantamová váha (– 54 kg)     | Oleg Grigorjev · Sovětský svaz (URS)           | Primo Zamparini · Itálie (ITA)         | Brunon Bendig · Polsko (POL)                   | Oliver Taylor · Austrálie (AUS)                  |
| Pérová váha (– 57 kg)        | Francesco Musso · Itálie (ITA)                 | Jerzy Adamski · Polsko (POL)           | William Meyers · Jihoafrická unie (RSA)        | Jorma Limmonen · Finsko (FIN)                    |
| Lehká váha (– 60 kg)         | Kazimierz Paździor · Polsko (POL)              | Sandro Lopopolo · Itálie (ITA)         | Richard McTaggart · Velká Británie (GBR)       | Abel Laudonio · Argentina (ARG)                  |
| Velterová váha (– 63.5 kg)   | Bohumil Němeček · Československo (TCH)         | Clement Quartey · Ghana (GHA)          | Quincey Daniels · Spojené státy americké (USA) | Marian Kasprzyk · Polsko (POL)                   |
| Lehká střední váha (– 67 kg) | Nino Benvenuti · Itálie (ITA)                  | Jurij Radoňak · Sovětský svaz (URS)    | Leszek Drogosz · Polsko (POL)                  | Jimmy Lloyd · Velká Británie (GBR)               |
| Lehkotěžká (– 71 kg)         | Wilbert McClure · Spojené státy americké (USA) | Carmelo Bossi · Itálie (ITA)           | William Fisher · Velká Británie (GBR)          | Boris Lagutin · Sovětský svaz (URS)              |
| Střední váha (– 75 kg)       | Eddie Crook Jr. · Spojené státy americké (USA) | Tadeusz Walasek · Polsko (POL)         | Jevgenij Feofanov · Sovětský svaz (URS)        | Ion Monea · Rumunsko (ROU)                       |
| Polotěžká váha (– 81 kg)     | Cassius Clay · Spojené státy americké (USA)    | Zbigniew Pietrzykowski · Polsko (POL)  | Anthony Madigan · Austrálie (AUS)              | Giulio Saraudi · Itálie (ITA)                    |
| Těžká váha (+ 81 kg)         | Francesco de Piccoli · Itálie (ITA)            | Daniel Bekker · Jihoafrická unie (RSA) | Josef Němec · Československo (TCH)             | Günter Siegmund · Tým sjednoceného Německa (EUA) |

## Přehled medailí podle zemí
| Pořadí | Země                     | Zlato | Stříbro | Bronz | Celkově |
| ------ | ------------------------ | ----- | ------- | ----- | ------- |
| 1.     | Itálie                   | 3     | 3       | 1     | 7       |
| 2.     | Spojené státy americké   | 3     | 0       | 1     | 4       |
| 3.     | Polsko                   | 1     | 3       | 3     | 7       |
| 4.     | Sovětský svaz            | 1     | 2       | 2     | 5       |
| 5.     | Maďarsko                 | 1     | 0       | 0     | 1       |
| 5.     | Československo           | 1     | 0       | 1     | 2       |
| 7.     | Ghana                    | 0     | 1       | 0     | 1       |
| 7.     | Jihoafrická unie         | 0     | 1       | 1     | 2       |
| 9.     | Velká Británie           | 0     | 0       | 3     | 3       |
| 10.    | Austrálie                | 0     | 0       | 2     | 2       |
| 11.    | Japonsko                 | 0     | 0       | 1     | 1       |
| 11.    | Egypt                    | 0     | 0       | 1     | 1       |
| 11.    | Finsko                   | 0     | 0       | 1     | 1       |
| 11.    | Argentina                | 0     | 0       | 1     | 1       |
| 11.    | Rumunsko                 | 0     | 0       | 1     | 1       |
| 11.    | Tým sjednoceného Německa | 0     | 0       | 1     | 1       |